# Зяблець
Зя́блець (рос. Зяблец) — присілок у складі Юр'янського району Кіровської області, Росія. Входить до складу Загарського сільського поселення.
Населення становить 3 особи (2010, 6 у 2002).
Національний склад станом на 2002 рік — росіяни 100 %.